# Mick van Dijke
Mick van Dijke (Goes, 15 maart 2000) is een Nederlands wielrenner die sinds 2025 rijdt voor Red Bull-BORA-hansgrohe.

## Carrière
Van Dijke reed voor het Jumbo-Visma Development Team en zou vanaf 2022 voor de WorldTour-formatie gaan rijden. Hij stapte echter in september 2021 al over. Voor zijn prestaties in 2021 kreeg hij de Gerrie Knetemann Trofee in 2021 toegekend als meest talentvolle wielrenner onder 23 jaar. Zijn tweelingbroer Tim is sinds 2022 ook prof bij Team Jumbo-Visma.

## Overwinningen
2020
1e etappe Orlen Nations Grand Prix
2021
GP Vorarlberg
Nederlands kampioen tijdrijden bij de beloften (onder 23 jaar)
1e (TTT) en 4e etappe Kreiz Breizh Elites
Jongerenklassement Kreiz Breizh Elites
2e etappe (TTT) Ronde van de Toekomst
Etappe 3a (ITT) en 3b Flanders Tomorrow Tour
Eind- en puntenklassement Flanders Tomorrow Tour
Jongerenklassement CRO Race

## Resultaten in voornaamste wedstrijden
| Jaar | Ronde van Italië | Ronde van Frankrijk | Ronde van Spanje |
| ---- | ---------------- | ------------------- | ---------------- |
| 2022 |                  |                     |                  |
| 2023 |                  |                     |                  |
| 2024 |                  |                     |                  |
| 2025 |                  | 113e                |                  |

| Jaar | Milaan-San Remo | Gent-Wevelgem | Ronde van Vlaanderen | Parijs-Roubaix | Amstel Gold Race | Dwars door Vlaanderen |  | WK op de weg |
| ---- | --------------- | ------------- | -------------------- | -------------- | ---------------- | --------------------- |  | ------------ |
| 2022 |                 |               | 75e                  | 104e           |                  |                       |  |              |
| 2023 |                 |               |                      |                |                  | 105e                  |  | opgave       |
| 2024 | 119e            | 85e           | 42e                  | 19e            |                  | 38e                   |  |              |
| 2025 |                 | 76e           | 29e                  | 18e            | 72e              | 15e                   |  |              |

### Resultaten in kleinere rondes
| Jaar | Tour Down Under | Ronde van de VAE | Parijs-Nice | Ronde van Zwitserland | Ronde van Polen | Benelux Tour |
| ---- | --------------- | ---------------- | ----------- | --------------------- | --------------- | ------------ |
| 2022 |                 |                  |             |                       | 65e             |              |
| 2023 |                 |                  |             | 56e                   | opgave          | 71e          |
| 2024 | 65e             | 54e              | 81e         |                       |                 |              |

## Ploegen
- 2021 –  Jumbo-Visma Development Team (tot en met 4 september)
- 2021 –  Team Jumbo-Visma (vanaf 5 september)
- 2022 –  Team Jumbo-Visma
- 2023 –  Jumbo-Visma
- 2024 –  Visma-Lease a Bike
- 2025 –  Red Bull-BORA-hansgrohe

Van Aert · Affini · Bennett · Bouwman · Dekker · van Dijke (vanaf 5 september) · Dumoulin · Eenkhoorn · Van Emden · Foss · Gesink · Groenewegen · Harper · Hofstede · Van Hooydonck · Kooij (vanaf 18 februari) · Kruijswijk · Kuss · Leemreize · Martens (t/m 30 mei) · Martin · Oomen · Pfingsten · Roglič   · Roosen · Teunissen · Tolhoek · Vingegaard · Wynants (t/m 4 april)
Affini · Benoot · Bouwman · Dekker · Dennis · Dumoulin (tot 15/8) · Eenkhoorn · Foss   · Gesink · Harper · Hessmann · Hofstede · Kooij · Kruijswijk · Kuss · Laporte · Leemreize · Oomen · Roglič   · Roosen · Teunissen · Vader · Van Aert · Van der Sande · M. van Dijke · T. van Dijke · Van Emden · Van Hooydonck · Vingegaard · Gloag (stagiair)
Affini · Benoot · Bouwman · Dennis · Foss   · Gesink · Gloag · Hessmann · Hofstede · Kelderman · Kooij · Kruijswijk · Kuss · Laporte  · Leemreize · Oomen · Roglič   · Roosen · Tratnik · Vader · Valter · Van Aert · van Baarle · Van der Sande · M. van Dijke · T. van Dijke · Van Emden · Van Hooydonck · Vingegaard
Affini · Benoot · Bouwman · Gesink · Gloag · Hagenes · Heßmann · Jorgenson · Kelderman · Kooij · Kruijswijk · Kuss · Laporte  · Lemmen · Staune-Mittet · Tratnik · Tulett · Uijtdebroeks · Vader · Valter · Van Aert · van Baarle · van Belle · Van der Sande · M. van Dijke · T. van Dijke · Vermote · Vingegaard